# Експедиція Дрейка — Хокінса (1595/96)
Експедиція Дрейка — Гокінса відбулась у ході англо-іспанської війни (1585—1604), що поширилась за межі Європи на терени колоній. Її метою було захоплення іспанських кораблів з вантажем срібла, золота, перлин, знищення найважливіших портів їхнього відправлення до Іспанії, закладення англійської колонії у Центральній Америці для експансії на іспанські володіння.

## Історія
Заради завдання відчутних збитків іспанській короні королева Єлизавета I підтримала проект встановлення британської колонії у Панамі, звідки планували атакувати іспанські володіння у Карибському морі і по можливості розширювати свої володіння. Експедицію фінансували королева і купці Лондона, вклавши у її організацію 60.000 фунтів. За планом експедиція повинна була напасти на Азорські острови, знову спробувавши закласти там англійську базу для контролю над конвоями кораблів до Америки; пограбувати місто Сан-Хуан на острові Пуерто-Рико та кораблі з сріблом, золотом, що мали вирушити до Іспанії; захопити місто Панама, куди (як і до Сан-Хуана) звозили здобуті у американських колоніях коштовності для відправлення до Іспанії, і закласти там британську колонію. Для реалізації плану королева пробачила Френсіса Дрейка, який разом з Джоном Гокінсом повинен був керувати ескадрою з 31 корабля з 2500 моряками, 1500 солдатами. 5 кораблів належали королеві, п'ять великих кораблів мали водотоннажність 800—500 т, решта близько 300 т.
Ескадра вирушила 29 серпня 1595 з Плімуту і безуспішно спробувала захопити Лас-Пальмас на Канарських островах, що були важливим плацдармом для подолання Атлантичного океану. Після цього вирушила до Карибського моря. По дорозі 12 листопада Джон Гокінс помер від гарячки на своєму кораблі «Garland».

## «Nuestra Señora de Begoña»

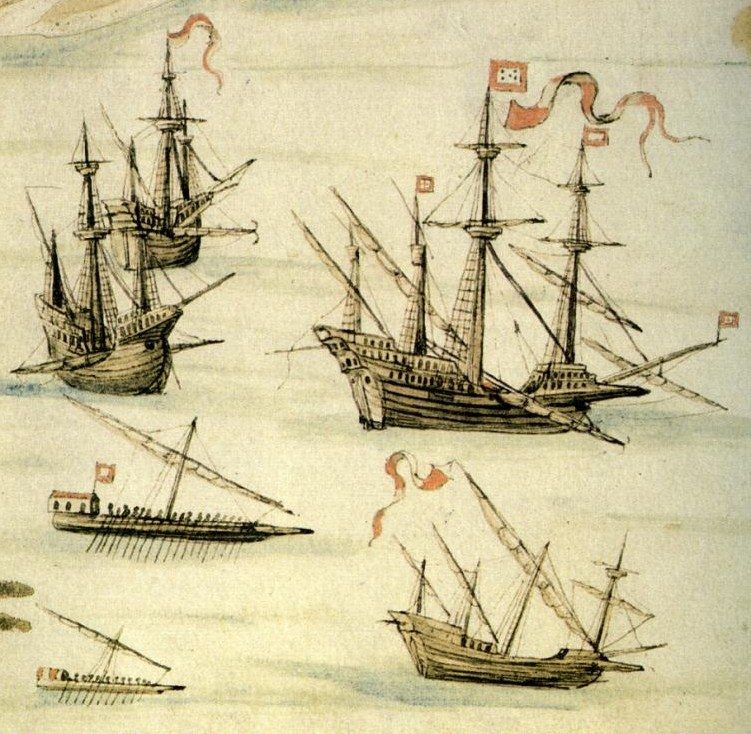
Кораблі сер/ XVI ст.

10 травня 1595 з Гавани вийшов флот до Севільї з вантажем золота, срібла. Він потрапив біля Багам у шторм, який розсіяв кораблі. Корабель «Nuestra Señora de Begoña» амірала Санчо Пардо Донлебуна з 2 мільйонами дукатів сріблом кинув якір у Сан Хуані. Срібло перенесли до форту дель Морро, про що сповістили короля в Іспанії. Той наказав негайно відправити за сріблом п'ять кораблів під командуванням Педро Телло де Гусмана і адмірала Гонсало Мендеса де Канчіо. Надзвичайна швидкість відправлення кораблів була викликана побоюванням, що про скарб можуть дізнатись пірати і атакувати місто. Це мало свої підстави, бо через шпигунів англійці знали про скарби «Nuestra Señora de Begoña» і одним із завдань Дрейка було їхнє захоплення.

## Битва приЛас-Пальмас
Через місяць після відплиття з Англії екіпажі кораблів стали відчувати потребу у свіжій їжі, питній воді. Постало питання поповнення запасів на Канарських островах, але через це експедиція могла втратити фактор раптовості. Дрейк підтримував напад на Лас-Пальмас на Канарських островах, а Гокінс був проти, вважаючи за найважливіше зберегти таємницю подорожі. Командувач солдатами Томас Баскервілл запевнив, що він захопить місто менш ніж за 4 години, одна з яких піде на поповнення запасів. Легка перемога крім того мала б підвищити моральний дух солдат перед наступними нападами.

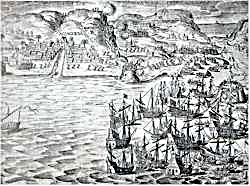
Битва при Лас-Пальмас. 1599

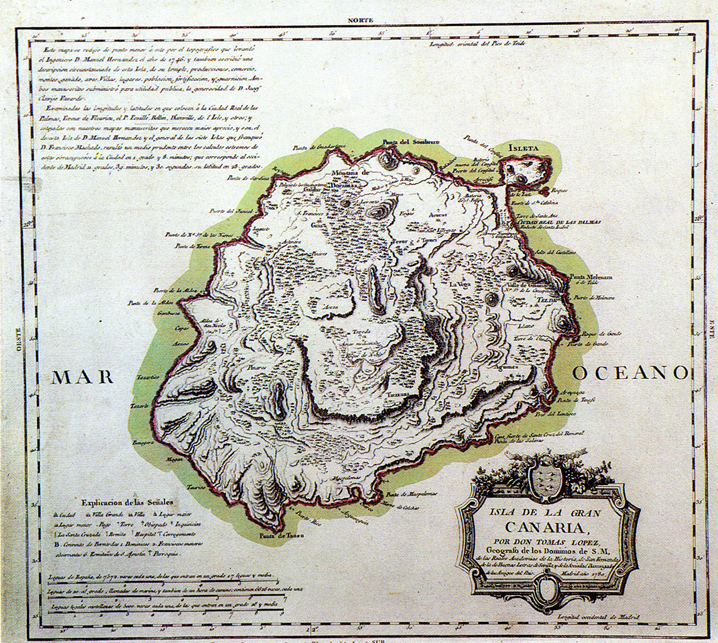
Карта Гран-Канарія. XVIII ст.

4 жовтня з острова Гран-Канарія побачили вітрила англійських кораблів. Губернатор Алонсо де Альваро міг зібрати до 1500 переважно цивільних осіб без військового досвіду. Для відбиття нападу швидко підготували форти Санта-Каталіна і Санта-Ана, а на пляжі встановили 7 гармат. До острова підійшло 47 шлюпок з 500 солдатами, яких зустрів щільний вогонь з мушкетів, гармат. Через півтори години англійці відступили, втративши до 40 чоловік, 4 шлюпки, а решта шлюпок отримала численні пошкодження. Баскервілл пообіцяв захопити Лас-Пальмас за 4 дні, але це було неприйнятно.
Командувачі вирішили поповнити запаси в іншому місці, а іспанці послали вздовж узбережжя кінні патрулі. У затоці Аргенегіум патруль вбив 8 і полонив 2 матросів, що мали човном поповнити запаси води. Полонені розказали про план подорожі, звістки про що губернатор негайно відіслав до Іспанії і Вест-Індії. Зрештою кораблі пристали до віддаленого острова Ла-Гомера, де до 6 жовтня поповнювали запаси води, дерева. При переході через Атлантичний океан кораблі розсіяв шторм і вони невеликими групами добирались до узгодженого місця зустрічі.
8 листопада біля островів Гваделупа і Домініка ескадра Дона Гусмана зустріла 9 англійських кораблів Дрейка, один з яких вдалось захопити (на ньому загинуло 45 моряків, 20 було захоплено). Так іспанці вкотре дізнались про англійську ескадру, що перед атакою на Сан Хуан біля Гваделупи очікувала підходу розкиданих штормом кораблів.

## Битва при Сан Хуані

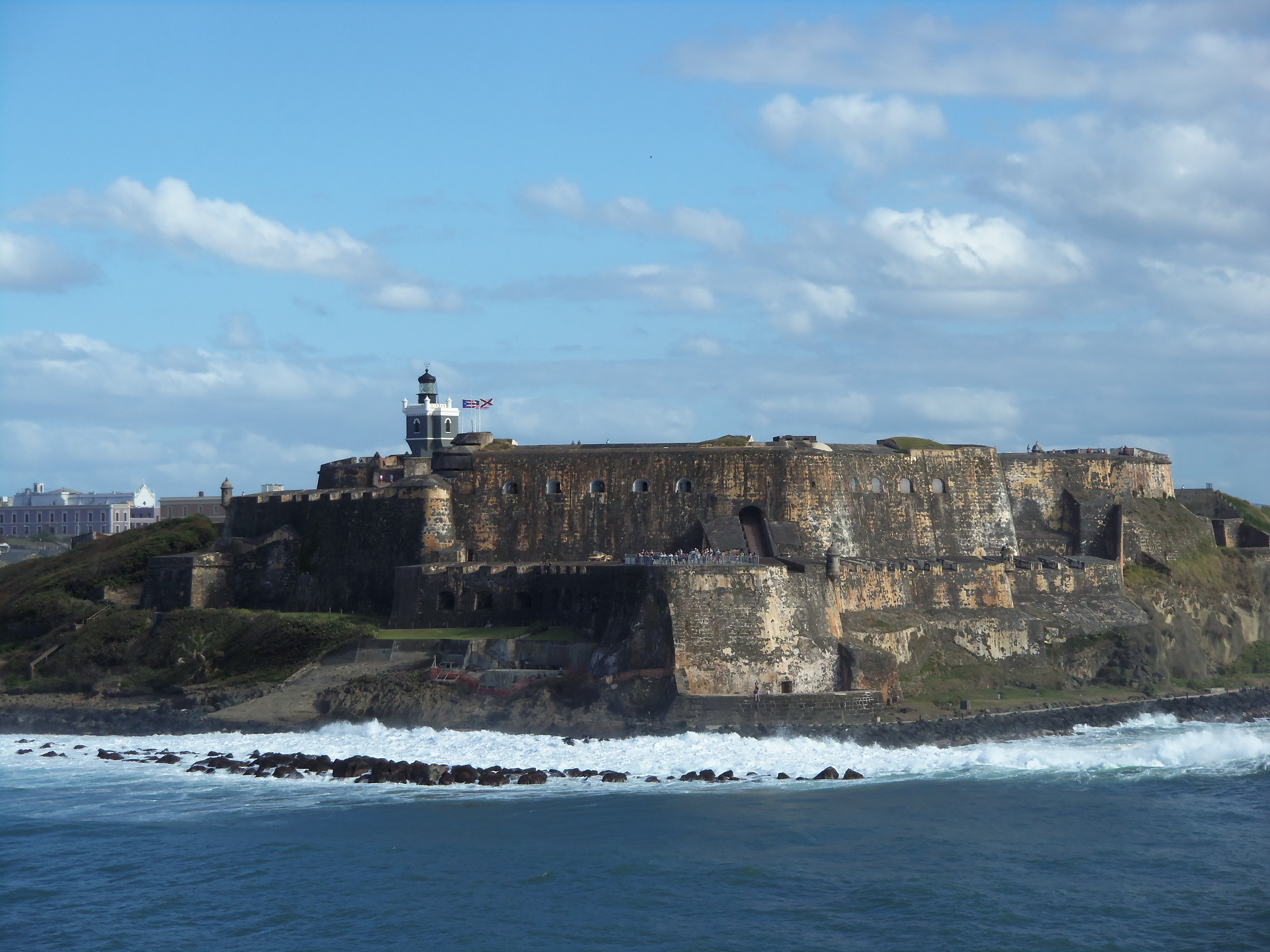
Форт Сан Філіппе дель Морро

Кораблі де Гусмана прибули до Сан-Хуана 13 листопада, що дозволило підготуватись до візиту Дрейка.
Для захисту порту Сан Хуан можна було використати 400 солдат гарнізону, 300 добровольців, 500 моряків ескадри Гусмана, моряків 300 Долебуна і 70 гармат під командуванням губернатора Педро Хуареса. Оборонців розподілили поміж фортом Ель Морро, батареями Санта Гелена, Моррілло. Пару старих кораблів затопили біля входу до гавані для ускладнення входу, який ще було перекрито залізним ланцюгом. 27 кораблів ескадри Дрейка 22 листопада 1595 підійшли до гавані Сан Хуана. Побачивши перекритий вхід, Дрейк наказав кораблям стати на якір для підготовки нападу. Було вислано розвідників, для пошуку місць висадки, проходу кораблів. Іспанці почекали поки англійські кораблі зафіксують своє положення на якорях у зоні досяжності їхніх гармат і відкрили прицільний вогонь. Надіслане з передньої батареї Морілло ядро перебило бізань-щоглу флагманського корабля, а інше попало у капітанську каюту, де Дрейк зібрав капітанів на нараду-вечерю. Загинуло двоє офіцерів, пару було поранено, але Дрейк залишився неушкодженим. За іспанськими свідченнями саме тоді загинув другий командувач ескадри Джон Гокінс.
Кораблі відійшли з втратами до бухти Ескамброн на острові Кабрас. Пізнім вечором під захистом темряви Дрейк вислав до гавані 30 шлюпок, малих кораблів з 1500 солдат. З частини шлюпок повинні були закидати пляшками із запальною рідиною п'ять кораблів ескадри дона Гусмана. Вдалось підпали три кораблі, але на двох пожежу швидко загасили. Та світло полум'я з підпаленого корабля «Magdalena» лише погіршило ситуацію англійців, освітивши навколишні терени на декілька сотень метрів. Іспанці чудово бачили їхні повільні шлюпки, кораблі з моряками, спрямовані для висадки у місті, що лише полегшувало прицілювання з кораблів, форту Ель Морро. Втративши 9 кораблів, 400 солдат, англійці відступили. Вони здійснили ще пару нападів, відбитих без особливого зусилля іспанців. Зрештою 25 листопада Дрейк наказав піднімати вітрила.
Теллез де Гузман очікував до 20 грудня, щоб переконатись у відході ескадри Дрейка. Він без проблем довіз до Іспанії скарб у 2.000.000 дукатів та склав звіт про небезпеку місії Дрейка. Було швидко зібрано флот з 8 галеонів, 15 менших кораблів з 3000 екіпажу під командуванням дона Бернардіно де Авежанеда і Дон Хуан Гутьєррес де Гарібай. Ескадра вийшла з Лісабону 2 січня 1596 із завданням прогнати Дрейка з іспанських володінь.

## Битва за Панаму

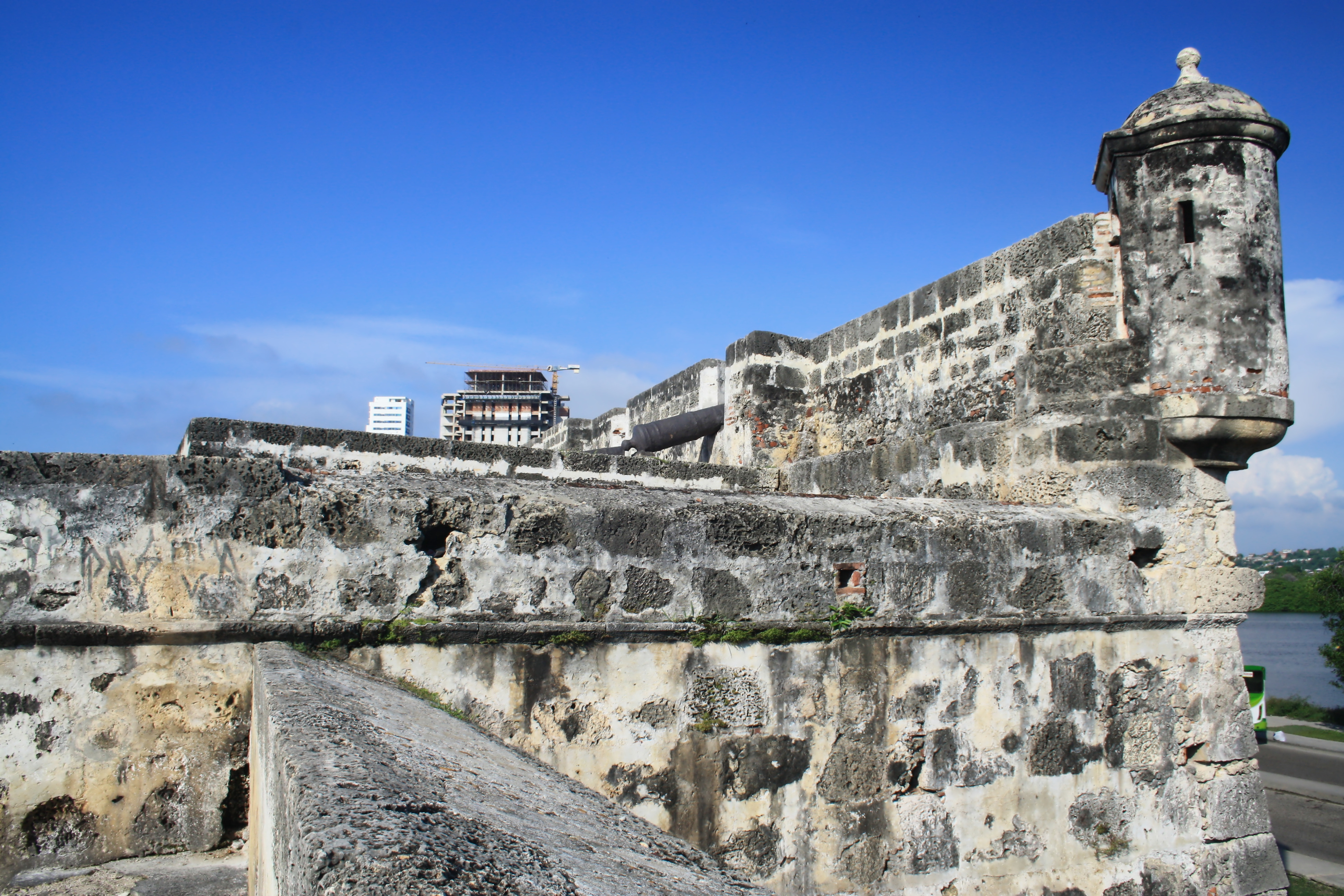
Форт Картахени

Після ганебної поразки прославлений корсар королеви Френсіс Дрейк спрямував свої кораблі у напрямку Панами, захопивши по дорозі два іспанські кораблі з коштовним вантажем. Він не думав, що там його чекає ще ганебніша поразка. Там він повинен був закласти постійну колонію, звідки можна було б захоплювати іспанські володіння, каравани з коштовностями. У ескадрі відчувався брак їжі. По іспанських поселеннях Карибів вже пройшла звістка про їхню присутність і їхнє поселення втекло, прихопивши вартісний скарб, їжу, домашню живність. У безсилій люті Дрейк наказував спалювати покинуті села, але при наближенні до непривітних джунглів його солдатам загрожувала помста партизанських загонів. Через брак їжі, води серед англійців стали поширюватись хвороби.
Вони направились до Картахени, де губернатор Педро де Акуна добре підготувався до їхнього приходу. Вивчивши оборону міста Дрейк вирішив продовжити подорож до Панами. 6 січня 1596 вони прибули до Нобрес де Діос, яке Дрейк грабував у 1572/73 роках, прихопивши значні скарби. Губернатор Алонсо де Сотомайор передбачив черговий напад у напрямку Панами по ріці Чаґрес з використанням численних шлюпок. Населення покинуло Нобрес де Діос, а біля ріки при дорозі до міста на пагорбі збудували з дерева форт Сан-Пабло. У ньому розмістили 70 солдат під командуванням капітана Хуана Енріке. Дрейк направив по дорозі 1000 солдат під командою Баскервілля, а сам з шлюпками вирушив рікою. Через 2 дні Баскервілл підійшов до форту і на світанку 8 січня розпочав штурм. Іспанці протримались до полудня, коли підійшло 50 солдат капітана Ернандо де Лермо Агуеро. Вони відійшли в сторону від форту у джунглі, де підняли максимальний шум, немов підходить значне підкріплення. Втомленим англійцям здалось, що вони потрапили у пастку, і Баскервілл повів їх назад.

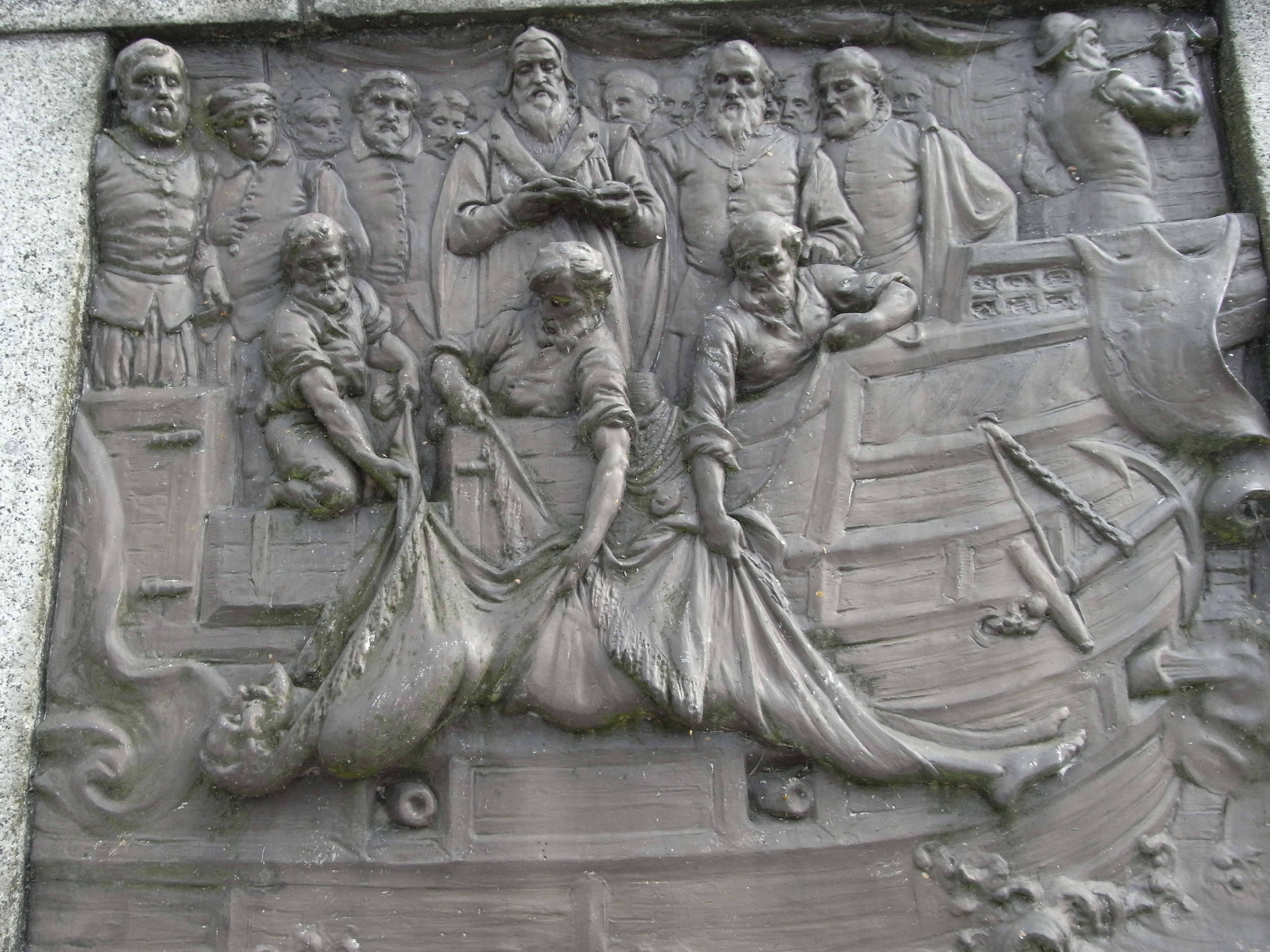
Поховання Френсіса Дрейка. 1890

Відхід до шлюпок Дрейка зайняв три дні. Англійці страждали від захворювань, нападів іспанців, індіанців. Втрати склали до 400 осіб вбитими, пораненими, хворими, зниклими безвісти. Вони повернулись до Нобрес де Діос і спалили 15 січня місто. У пошуках їжі, води англійці увійшли до невеликого містечка Сантьяго-дель-Принсіпі, де жителі вбили 37 солдат. Через декілька тижнів після битви під Сан Хуаном 55-річний Френсіс Дрейк помер 28 січня 1596 від тяжкого шигельозу (тоді називали дизентерією), так і не зумівши закласти англійську колонію в Центральній Америці. Перед смертю він попросив, щоб його похоронили у повному озброєнні. Френсіс Дрейк був похований у морі у свинцевій труні поруч Портобело.
Новий командувач Томас Баскервілл (англ. Thomas Baskervill) отримав жалісний спадок — загинули два командувачі, 15 офіцерів вищого рангу і 20 нижчого, кораблі з половиною екіпажів. Він вирішив повертатись до Англії, відремонтувавши перед цим кораблі на острові Пінос.

## Битва на острові Пінос
На острові Пінос англійці зупинились надовго, розпочавши ремонт кораблів, очищення їхнього днища, приготування запасів їжі, води. Призначений для їхнього пошуку іспанський флот Дон Бернардіно Гонсалес де Авежанеда і Дон Хуан Гутьєррес де Гарібай при переході через Атлантику потрапив у шторм, зібравшись у лютому 1956 біля Пуерто-Рико, відбувши потім до Картахени для ремонту кораблів. 2 березня 1596 вони отримали звістку про місце перебування англійських кораблів. Адмірал де Гарібай вирішив не чекати на завершення ремонту і з 3 кораблями подався на Пінос. 11 березня він застав там 18 кораблів на якірних стоянках, частина екіпажів котрих була відправлена на острів для поповнення запасів. Адмірал блокував і захопив галеон з 300 моряками, невеликий пінас. Були взяті в полон моряки, що поповняли запаси їжі. Решта кораблів незважаючи на чисельну перевагу обрубала якірні канати і подались у море. Незабаром підійшли кораблі де Авежанеда, що почали їх переслідувати. Для підтримання високої швидкості англійці почали викидати з своїх кораблів гармати.

## Наслідки
З 31 корабля три захопили іспанці, 8 повернулось до Англії, а решта було затоплено, чи повернулось назад. Загинуло до 1500 і було полонено до 500 членів експедиції. Експедиція Дрейка-Гокінса показала, що період успішних піратських нападів на іспанські колонії у Центральній Америці вже пройшов. У її ході загинули Френсіс Дрейк і Джон Гокінс, що символізували перемогу над Непереможною армадою. Велика Британія не мала достатніх засобів для витіснення з регіону іспанців, які були в стані оберігати свої володіння за допомогою свого океанський флот, був найпотужнішим серед тодішніх ВМФ.

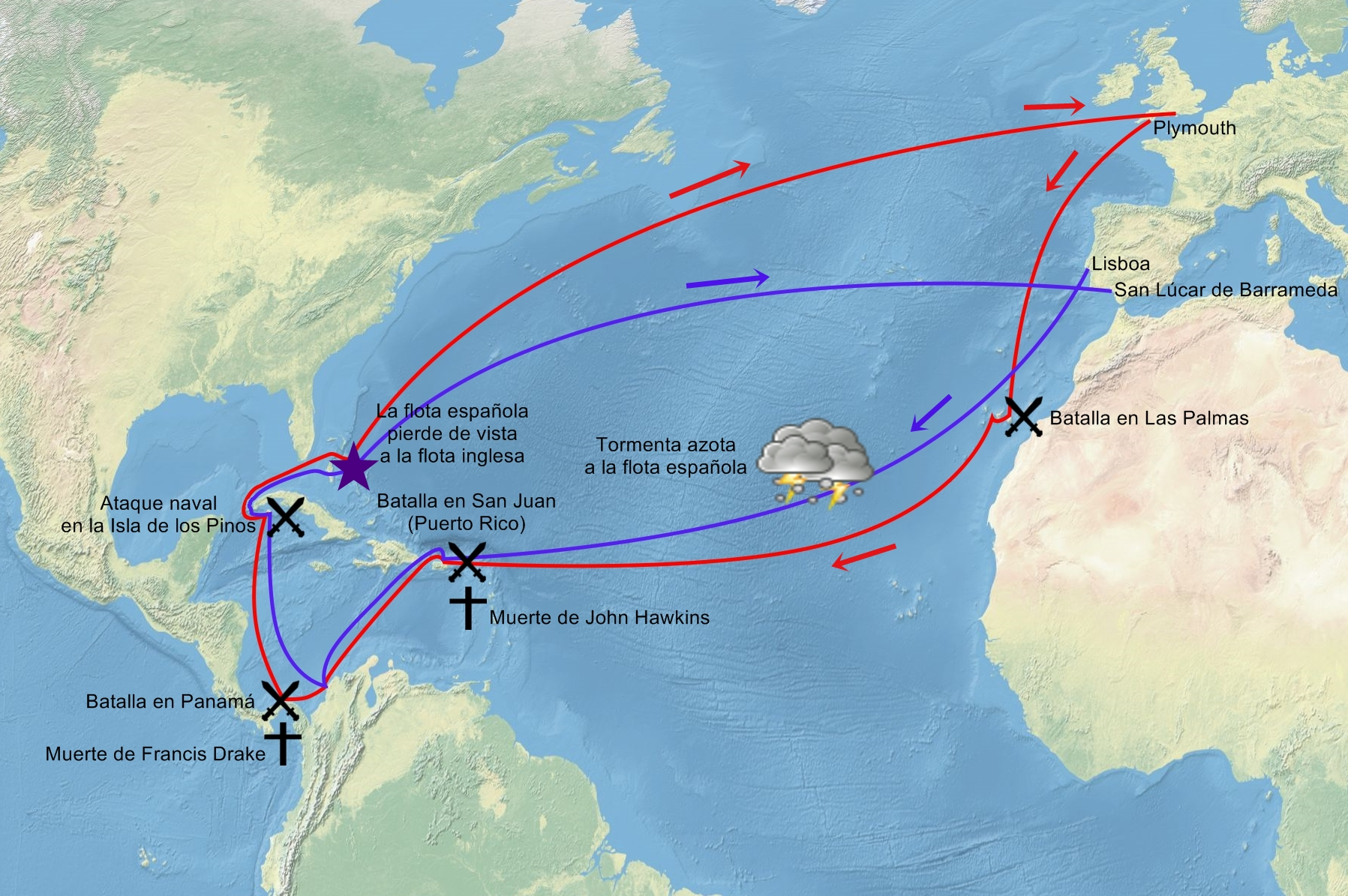
Схема плавання ескадри Френсіса Дрейка